# بخش ژردفسکی
بخش ژردفسکی (به لاتین: Zherdevsky District) یک سکونتگاه مسکونی در روسیه است که در استان تامبوف واقع شده‌است.